# Tuzla
|  | No s'ha de confondre amb Tuzla (districte) o Cantó de Tuzla. |

Tuzla és una ciutat i un municipi de Bòsnia i Hercegovina. És la capital del Cantó de Tuzla i del municipi homònim, i és el centre econòmic, científic, cultural, educatiu, sanitari i turístic del nord-est de Bòsnia. Després de Sarajevo i Banja Luka, Tuzla és la tercera ciutat més gran del país. El cens preliminar realitzat el 2013 va indicar que el municipi tenia 120.441 habitants.
Tuzla és un centre educatiu, allotjant dues universitats. També és un important nucli industrial, liderant els índexs econòmics de Bòsnia gràcies a un sector industrial ampli i variat, sumat a l'expansió del sector serveis gràcies al turisme als seus llacs d'aigua salada. La ciutat de Tuzla allotja els únics llavs d'aigua salada d'Europa, i més de 100.000 persones els visiten anualment. La història de la ciutat es remunta fins al segle ix; la ciutat moderna, això no obstant, situa els seus inicis en 1510, quan es va convertir en una important guarnició de l'Imperi Otomà.
Dins de Bòsnia i Hercegovina, Tuzla destaca com una de les ciutats més multiculturals del país, aconseguint fins i tot mantenir aquest caràcter durant la Guerra de Bòsnia i la postguerra, amb bosníacs, serbis, croats i una petita minoria de jueus bosnians residint allí.

## Etimologia
El nom Tuzla prové del mot turc otomà tuzla, ‘mina de sal', i fa referència als grans dipòsits de sal que es van trobar sota la ciutat.

## Història

### Prehistòria
Les evidències arqueològiques suggereixen que Tuzla fou un important assentament neolític. Es considera que l'actual emplaçament ha estat habitat durant més de 6.000 anys, cosa que converteix Tuzla en un dels assentaments humans més antics d'Europa.

### De l'edat mitjana al segle XX
La ciutat és esmentada per primera vegada el 950 a l'obra Sobre l'administració de l'imperi de l'emperador Constantí VII, que l'anomena Salines (Σαλήνες). Aquest topònim es convertirà en Soli, que és el nom que rebé la regió durant l'edat mitjana. Aquest nom vol dir sal, en bosnià, i Tuzla vol dir "mina de sal" en turc otomà.
Durant l'edat mitjana la ciutat va pertànyer, gairebé sempre, al Regne de Bòsnia.
Després de la caiguda del regnat amb la invasió de l'Imperi Otomà, el 1463, la regió va passar a ser controlada pel llinatge Berislavić, abans que els otomans ocupessin els pobles de "Gornje Soli" i "Donje Soli" al voltant del 1512, prenent el control complet de la regió d'Usora durant la dècada de 1530.
Tuzla va formar part de l'Imperi Otomà durant prop de 400 anys, essent administrada com a part del Sandjak de Zvornik. El 1878, això no obstant, fou annexionat per l'Imperi Austrohongarès. Després de la dissolució de la monarquia, passà a formar part del recentment creat Regne de Iugoslàvia. El 1920 va tenir lloc la Rebel·lió de Husino.
El desembre de 1944, els txètniks de Draža Mihailović, juntament amb la Guàrdia Estatal Sèrbia, van intentar ocupar la ciutat infructuosament. Després de la Segona Guerra Mundial, Tuzla es va convertir en un centre industrial i cultural durant el període comunista de l'antiga Iugoslàvia.

### Guerra de Bòsnia

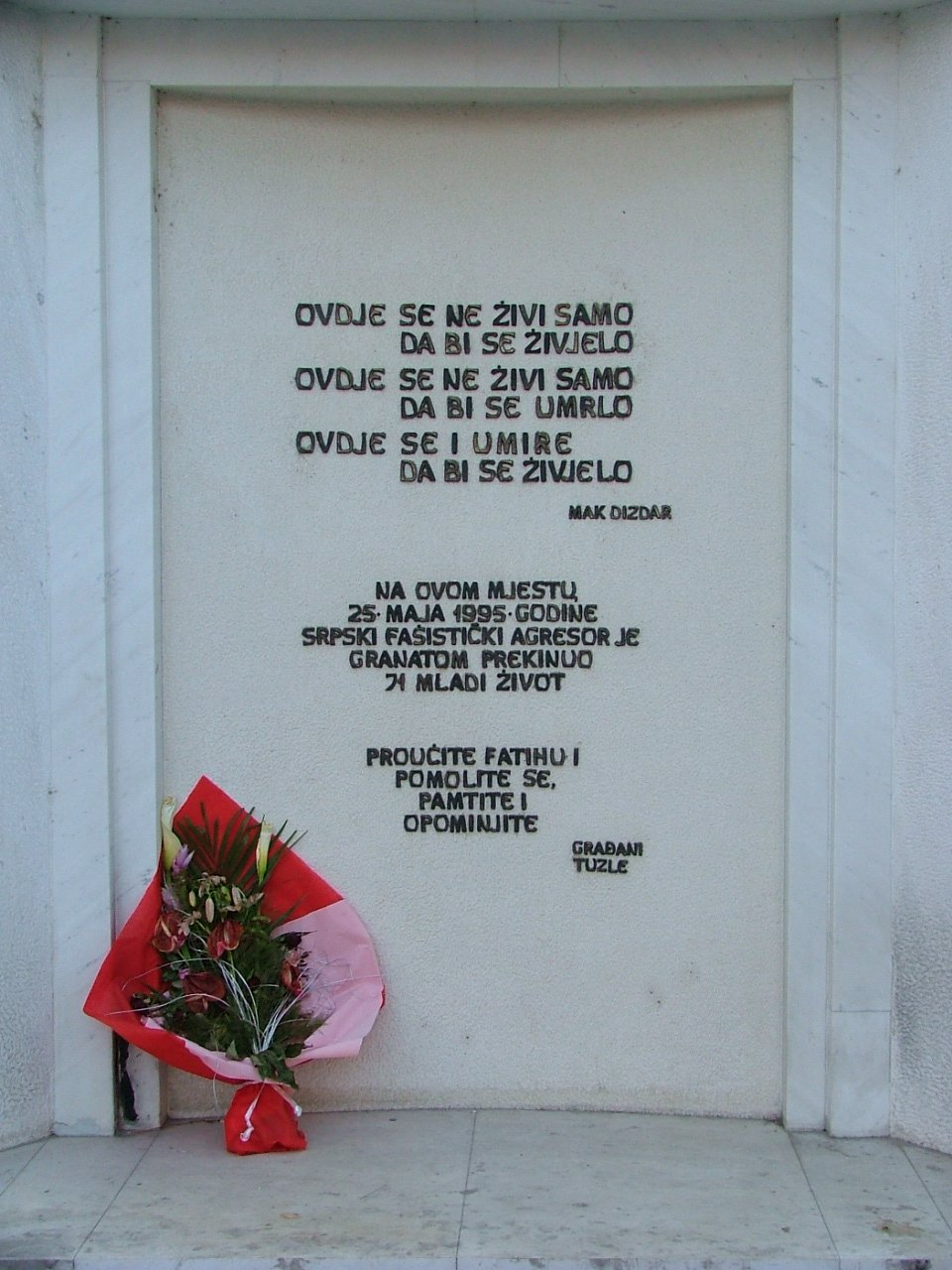
Memorial de la massacre de Tuzla

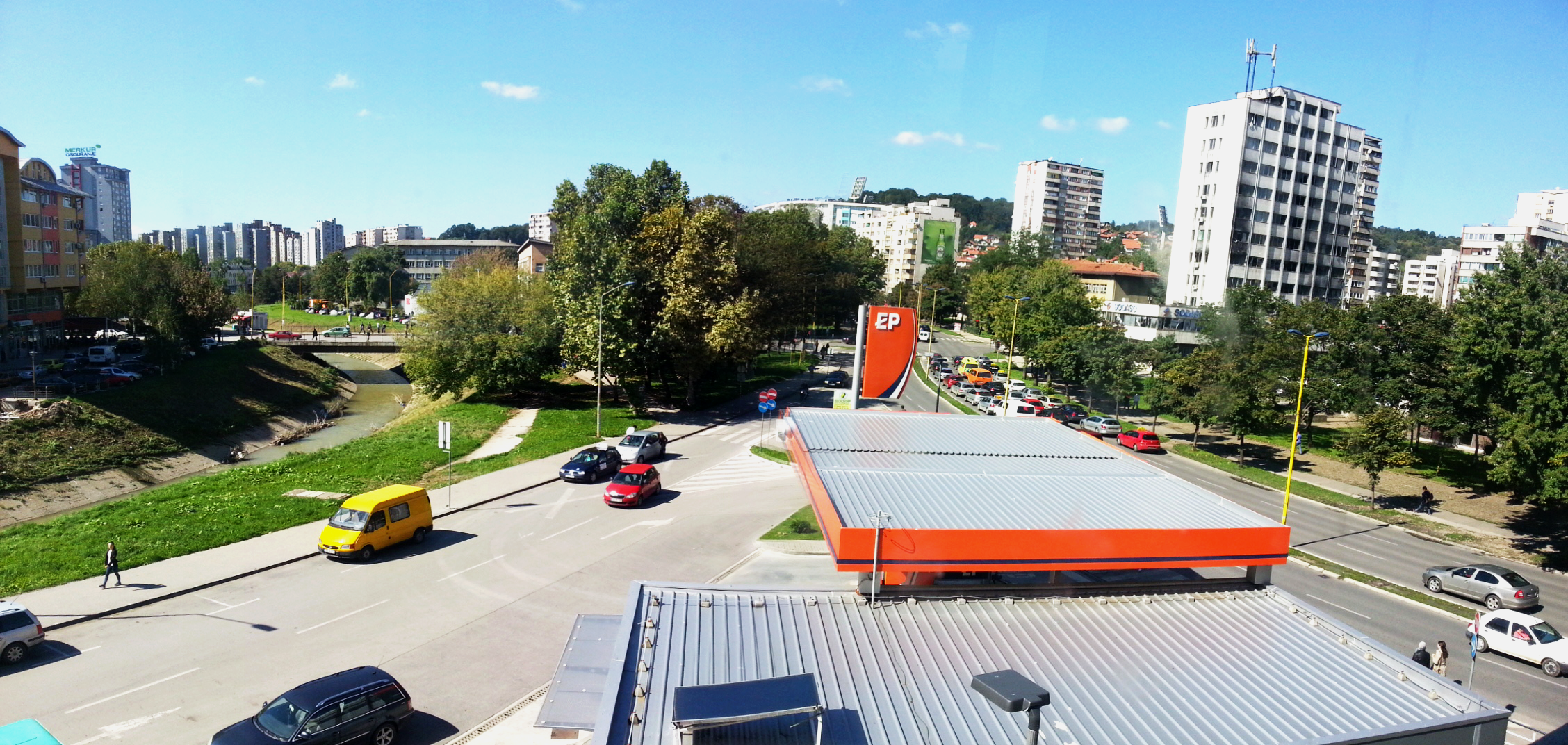
Plaça central de Tuzla.

En les eleccions de 1990, els reformistes van aconseguir el control del municipi, convertint-se en l'únic on els nacionalistes no van guanyar de tot Bòsnia. En el transcurs de la Guerra de Bòsnia, entre 1992 i 1995, Tuzla va ser l'únic municipi que no va estar dirigit per autoritats nacionalistes. Després de la declaració d'independència de Bòsnia i Hercegovina i del seu reconeixement per part de les Nacions Unides, la ciutat va ser assetjada per part de forces nacionalistes sèrbies. Pocs dies després fou atacada.
El 15 de maig de 1992, la 92a Brigada Motoritzada de l'Exèrcit Popular de Iugoslàvia fou atacat quan travessava una carretera prop de la ciutat. Els assaltants eren membres del Zelene beretke, una organització paramilitar fundada poc abans a Sarajevo. Com a mínim 50 membres de l'exèrcit iugoslau van morir, mentre que 44 més van resultar ferits.
El 25 de maig de 1995, forces sèrbies van atacar Tuzla, matant 71 persones i ferint-ne 200, en el que es coneix com a Massacre de Tuzla, quan un projectil va impactar al carrer principal. El civil més jove mort en aquella matança només tenia dos anys.
Després dels Acords de Dayton, Tuzla es va convertir en la seu de l'exèrcit dels Estats Units de la Divisió Multinacional, en el transcurs de l'Operació IFOR i la posterior SFOR.

## Persones il·lustres
- Amer Delić, jugador de tennis professional
- Andrea Petković, jugador de tennis professional
- Andrej Pejić, model
- Emir Hadžihafizbegović, actor
- Emir Vildić, músic
- Lepa Brena, cantant
- Maya Sar, cantant
- Meša Selimović, escriptor
- Mirza Delibašić, jugador de bàsquet professional
- Miralem Pjanić, jugador de futbol
- Muhamed Hevaji Uskufi Bosnevi, escriptor i poeta
- Muhamed Hadžiefendić, comandant
- Muhamed Konjić, jugador de futbol
- Nesim Tahirović, pintor
- Jusuf Nurkić, jugador de bàsquet
- Sanja Maletić, cantant
- Seada Palavrić, Jutge del Tribunal Constitucional de Bòsnia i Hercegovina
- Selma Bajrami, cantant
- Šefik Bešlagić, historiador
- Staniša Nikolić, jugador de futbol
- Svetlana Dašić-Kitić, jugadora d'handbol, votada Millor Jugadora del Món l'any 1988 per la Federació Internacional d'Handbol.

## Ciutats agermanades
Tuzla està agermanada amb les següents ciutats: 
| - Bolonya, Itàlia - Al Hoceima, Marroc - Delft, Països Baixos | - Sombor, Sèrbia - Osijek, Croàcia - Pécs, Hongria | - L'Hospitalet de Llobregat, Catalunya - Dallas, Texas, EUA |

## Galeria d'imatges

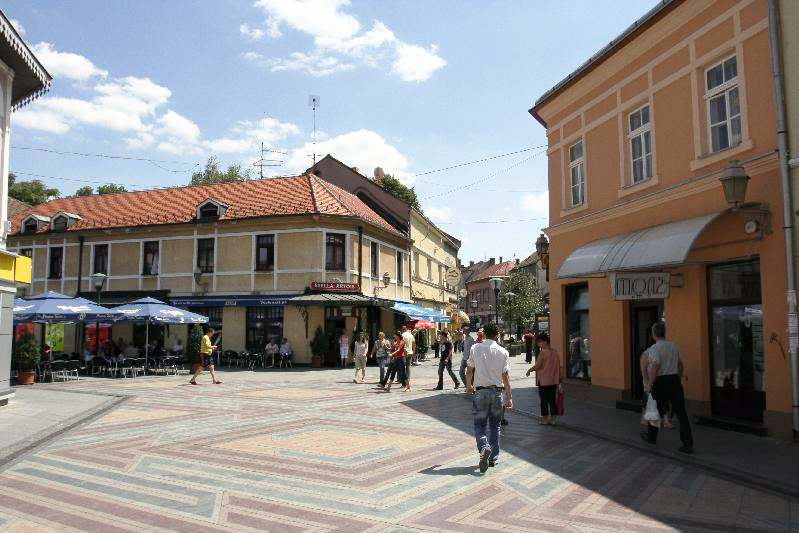
Casc antic de Tuzla
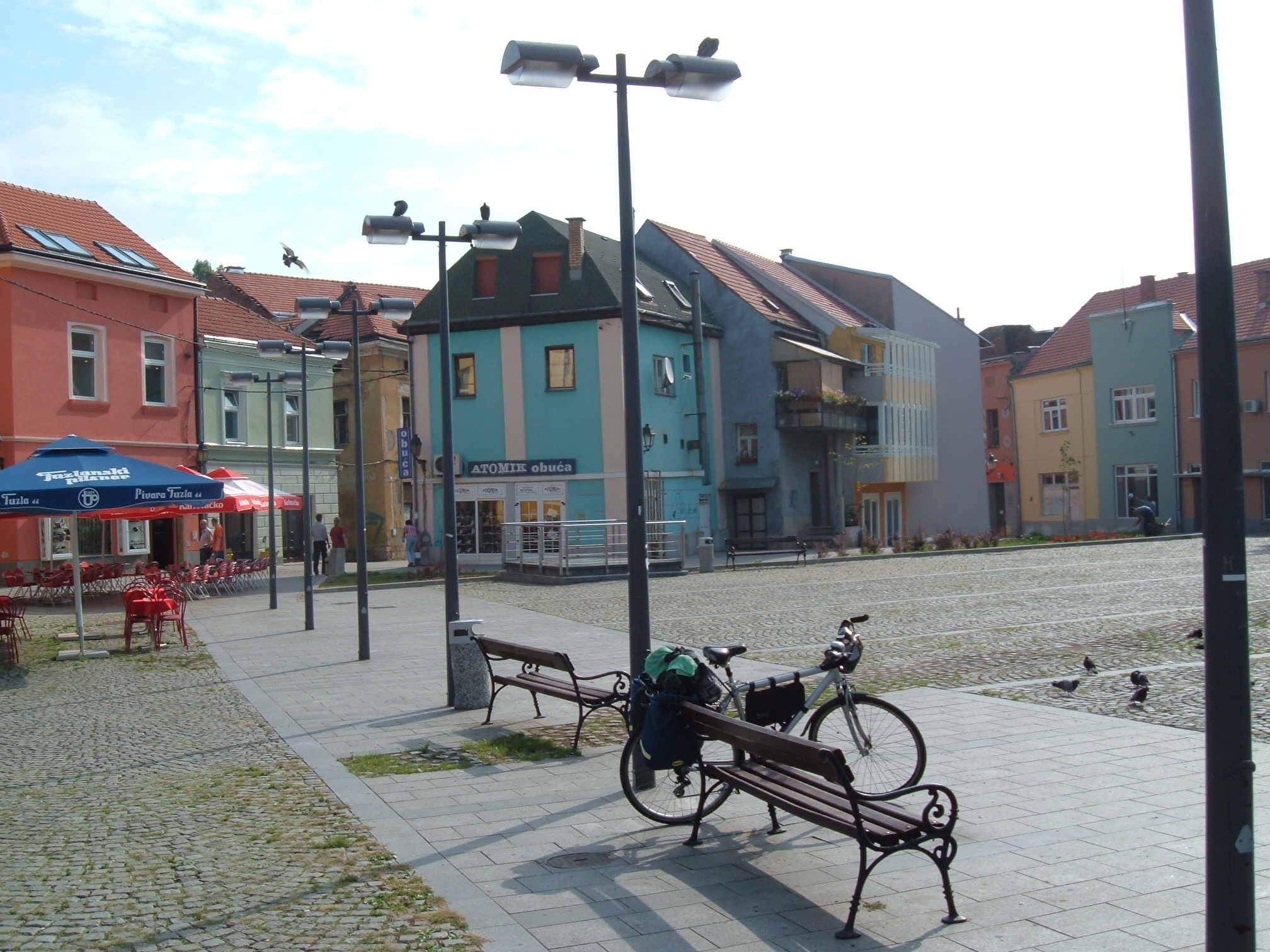
Part de la ciutat antiga
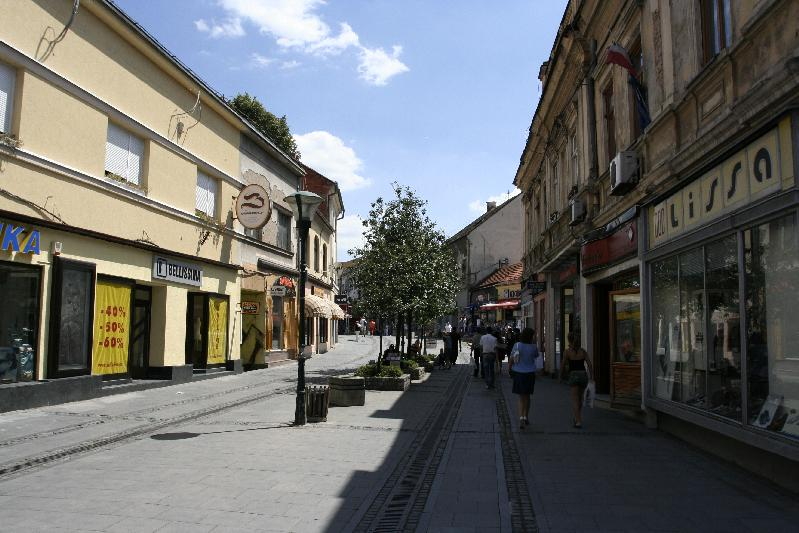
Carrer de vianants
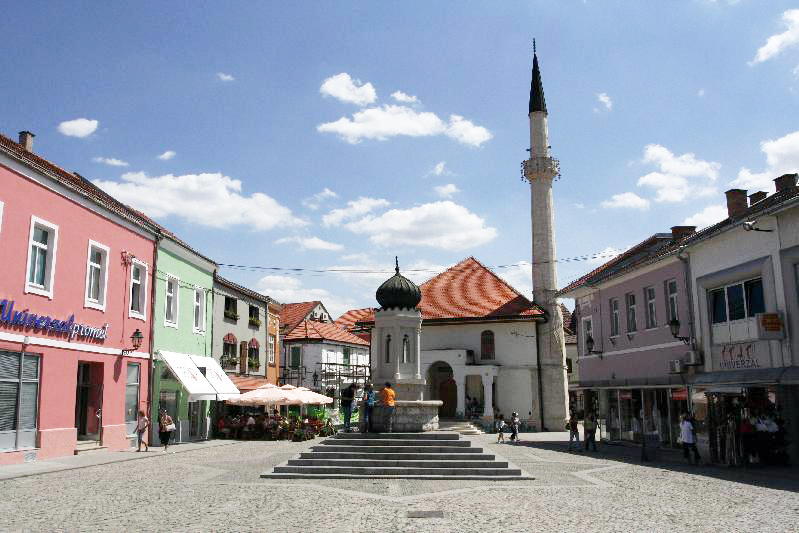
Font pública i mesquita de la ciutat
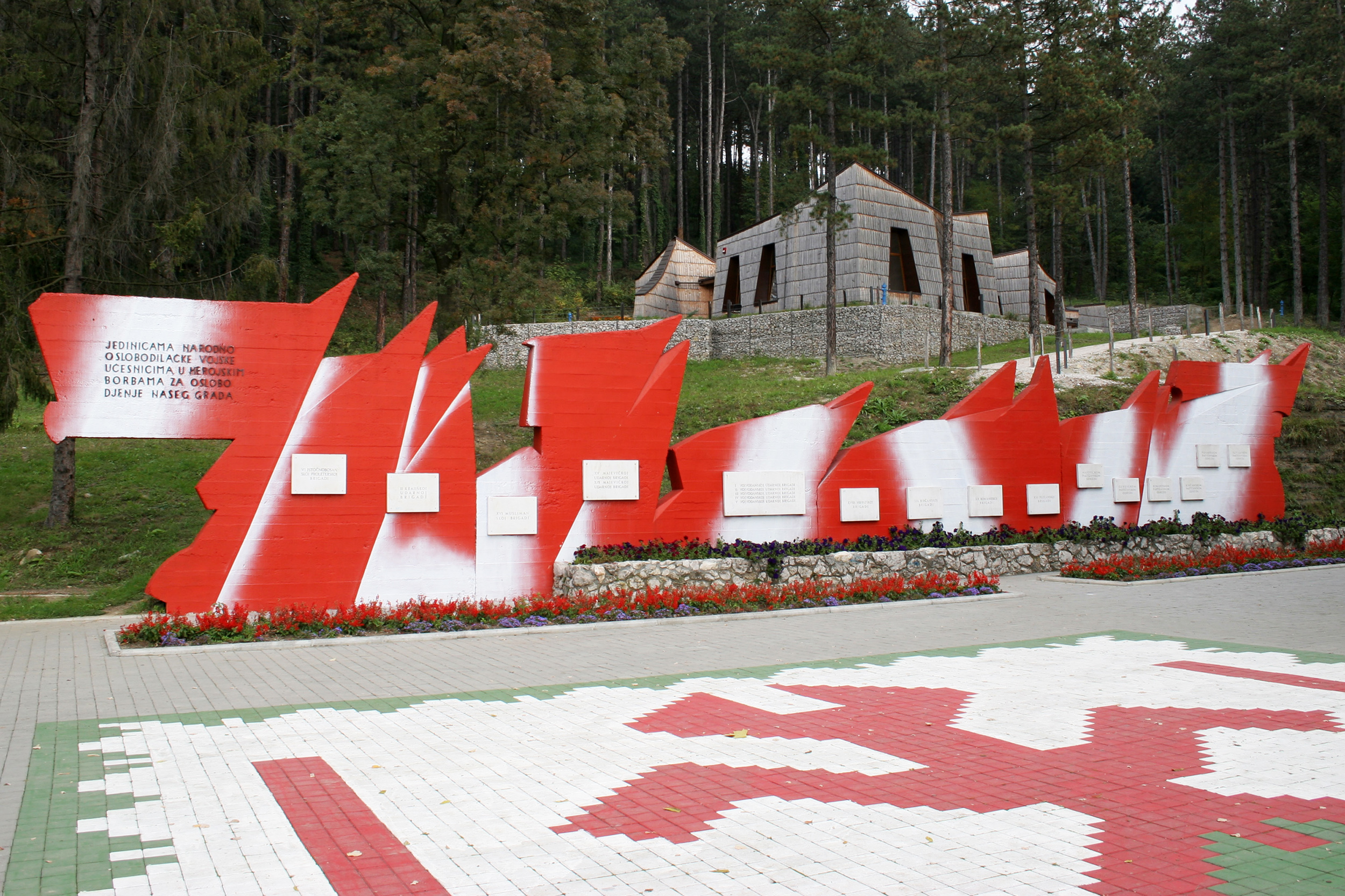
Memorial de la Segona Guerra Mundial
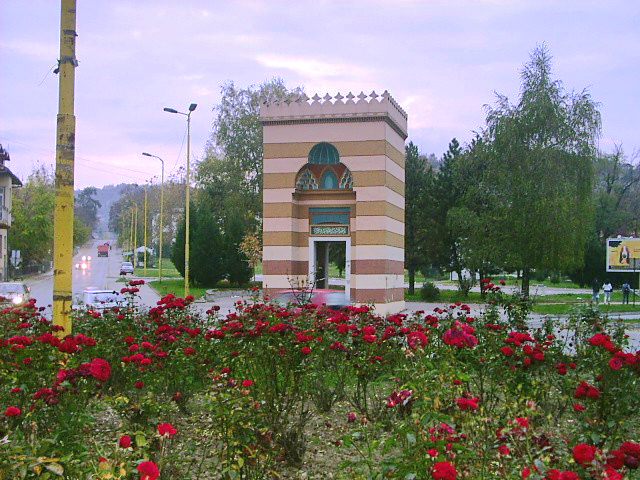
Arc de Tuzla